# 和同開珎

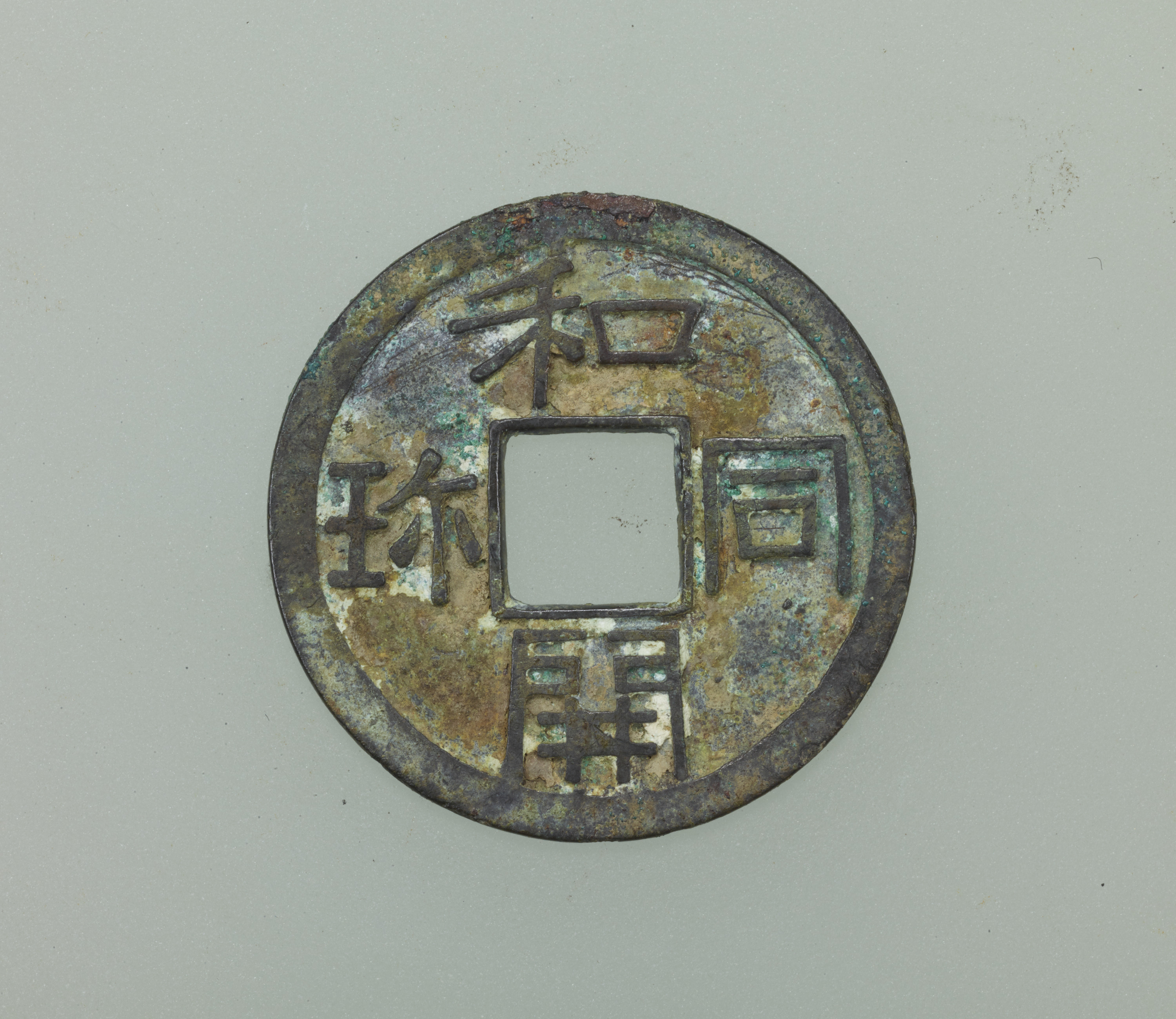
崇福寺跡出土の和同開珎（新和同）（東京国立博物館所蔵）

和同開珎（わどうかいちん、わどうかいほう）は、708年6月3日（和銅元年5月11日）から、日本で鋳造・発行されたと推定される銭貨である。日本で最初の流通貨幣と言われる。皇朝十二銭の1番目にあたる。

## 概要

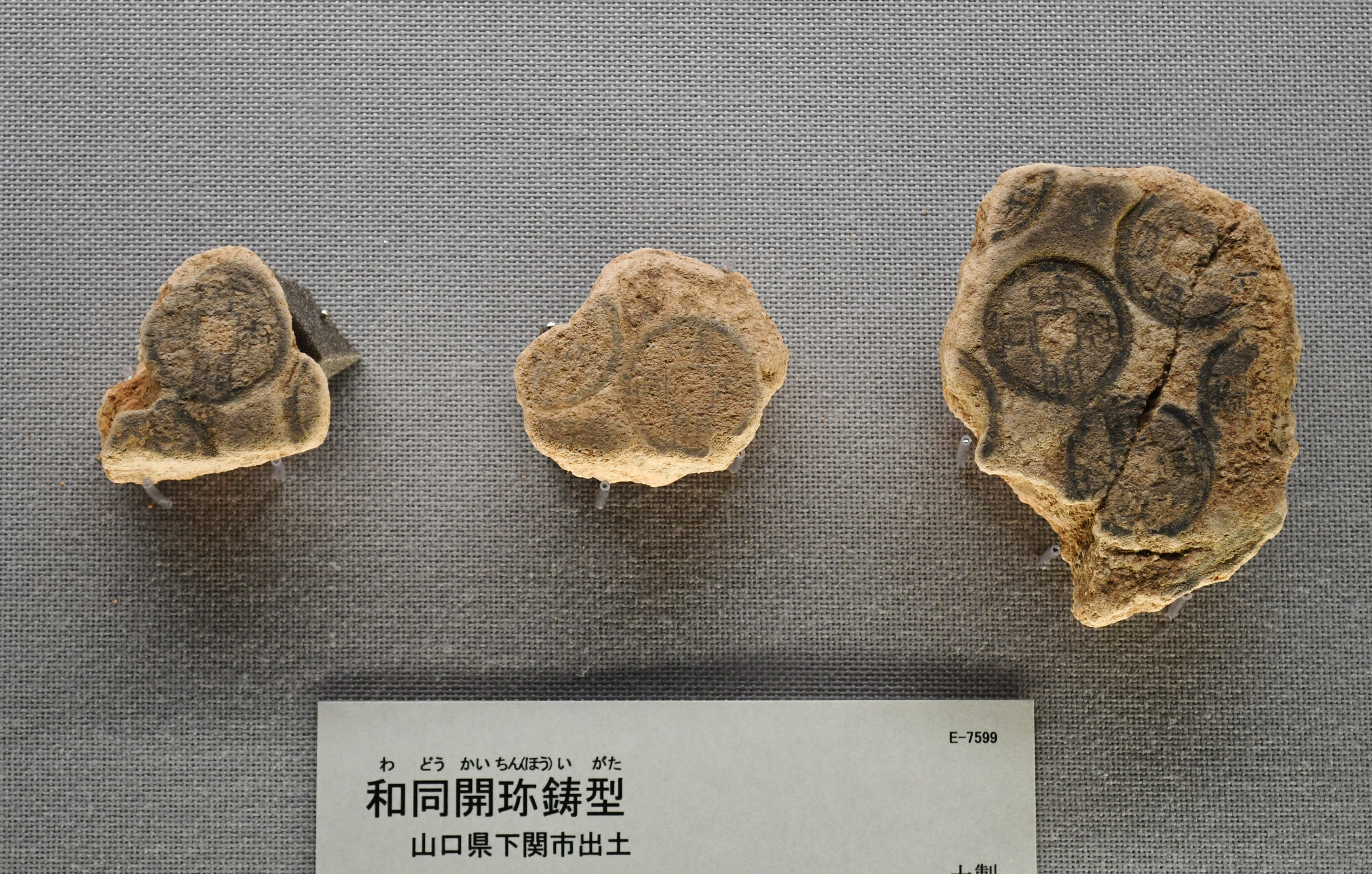
山口県下関市出土 和同開珎鋳型
東京国立博物館展示。

直径24mm前後の円形で、中央には、一辺が約7mmの正方形の穴が開いている円形方孔の形式である。表面には、時計回りに和同開珎と表記されている。裏は無紋である。形式は、621年に発行された唐の開元通寳を模したもので、書体も同じである。律令政府が定めた通貨単位である1文として通用した。当初は1文で米2kgが買えたと言われ、また新成人1日分の労働力に相当したとされる。
現在の埼玉県秩父市黒谷にある和銅遺跡から、和銅（にぎあかがね、純度が高く精錬を必要としない自然銅）が産出した事を記念して、「和銅」に改元するとともに、和同開珎が作られたとされる。ただし、銅の産出が祥瑞とされた事例はこの時のみであり、そもそも和同開珎発行はその数年前から計画されており、和銅発見は貨幣発行の口実に過ぎなかったとする考え方もある。唐に倣う目的もあった。
和銅元年5月11日（708年6月3日）には銀銭が発行され、7月26日（708年8月16日）には銅銭の鋳造が始まり、8月10日（708年8月29日）に発行されたことが『続日本紀』に記されている。銀銭が先行して発行された背景には当時私鋳の無文銀銭が都で用いられていたのに対応するため、私鋳の無文銀銭を公鋳の和同開珎の銀銭に切り替える措置が必要だったからと言われている。しかし、銀銭は翌年8月2日（709年9月9日）に廃止された。材料として前出の武蔵国秩父一帯の銅鉱山のもののみが使用された、と誤解されがちであるが、それ以外にも長門国の長登鉱山や周防国の銅山から産出された銅なども使用された。都に近い京都府加茂町（鋳銭司遺跡）や近江、河内などで製造されたとされるが、和同開珎鋳造の跡が発掘された長門鋳銭所跡が有名である。『続日本紀』には、周防国の鉱山の銅が長門国に送られ、貨幣鋳造に使われていた旨の記録が残る。

## 分類

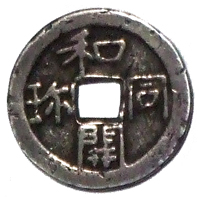
和同開珎銀銭（古和同）「開」字が不隷開、「和」字の口が逆台形。

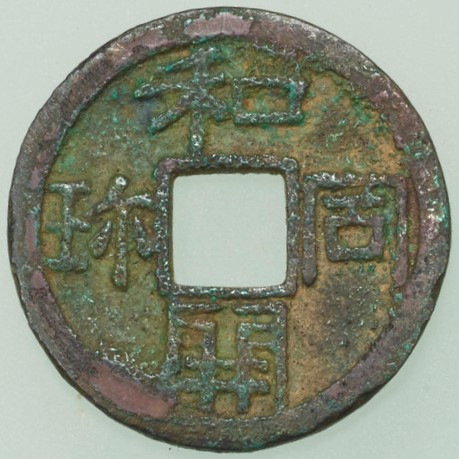
和同開珎銅銭（新和同）「開」字が隷開、「和」字の口がほぼ長方形。

和同開珎には、厚手で稚拙な「古和同」と、薄手で精密な「新和同」があり、新和同は銅銭しか見つかっていないことから、銀銭廃止後に発行されたと考えられる。古和同は、和同開珎の初期のものとする説と、和同開珎を正式に発行する前の私鋳銭または試作品であるとする説がある。かつ、古和同と新和同では成分も異なり、古和同はほぼ純銅である。また、両者の銭銘は書体も異なる。古和同はあまり流通せず、出土数も限られているが、新和同は大量に流通し、出土数も多い。ただし、現在、古銭収集目的で取引されている和銅銭には贋作が多いので注意を要する。
古和同はさらに「不隷開」と「隷開和同」に分類される。「隷開」とは「開」の文字が隷書体風に「開」字の第2画と第5画に切れ目が入り開いたものをいう。新和同は全て隷開であり、古和同の隷開は古和同の中でも後期に相当し、新和同への過渡期のような存在であったと考えられている。しかし、古和同隷開の中には、「隷開の不隷開」と呼ばれる造りは隷開和同に類似するが「開」字の第2画と第5画が閉じたものも存在し単純ではない。
古和同には書体などが同型の銀銭と銅銭がそれぞれ存在し、最も初期鋳造と考えられる古和同不隷開は銀銭の方が現存数が多く、銅銭は極めて稀少である。一方、古和同隷開は銀銭の方が稀少である。新和同は銅銭のみで銀銭は確認されていない。新和同は平城京などから普遍的に出土し伝存数も多い。
古和同不隷開はさらに書体から、「大字」「小字」「笹手」「縮字」に分類され、それぞれ銀銭、銅銭共に同書体・同型のものが現存している。また孔の大きさから「狭穿」「広穿」と分類する方法もあり、隷開和同に「広穿」が多く「広穿隷開」の分類がある。
古和同初期（不隷開）と考えられるものの量目の測定例として、銀銭が 6.0 - 6.5 グラム、銅銭が 4.5 - 5.6 グラム、古和同隷開銀銭は 5.4 - 5.8 グラム、銅銭は 4.1 グラムであり、ほぼ銀と銅の密度に比例し同型、同体積に鋳造されたものと見られる。和同開珎の量目がどのように公定されていたかは不明であるが、新和同は約 2 - 4 グラムである。

## 流通
当時の日本はまだ米や布を基準とした物々交換の段階であり、和同開珎は、貨幣としては畿内とその周辺を除いてあまり流通しなかったとされる。また、銅鉱一つ発見されただけで元号を改めるほどの国家的事件と捉えられていた当時において大量の銅原料を確保する事は困難であり、流通量もそれほど多くなかったとの見方もある。更に地方財政（国衙財政）が一貫して穎稲を基本として組まれていることから、律令国家は農本思想の観点から通貨の流通を都と畿内に限定して地方に流れた通貨は中央へ回収させる方針であったとする説もある。それでも地方では、富と権力を象徴する宝物として使われた。発見地は全国各地に及んでおり、渤海の遺跡など、海外からも和同開珎が発見されている。
発行はしたものの、通貨というものになじみのない当時の人々の間でなかなか流通しなかったため、政府は流通を促進するために税を貨幣で納めさせたり、地方から税を納めに来た旅人に旅費としてお金を渡すなど様々な手を打ち、711年（和銅4年）には蓄銭叙位令が発布された。これは、従六位以下のものが十貫（1万枚）以上蓄銭した場合には位を1階、二十貫以上の場合には2階進めるというものである。しかし、流通促進と蓄銭奨励は矛盾しており、蓄銭叙位令は銭の死蔵を招いたため、800年（延暦19年）に廃止された。
政府が定めた価値が地金の価値に比べて非常に高かったため、発行当初から、民間で勝手に発行された私鋳銭の横行や貨幣価値の下落が起きた。これに対し律令政府は、蓄銭叙位令発布と同時に私鋳銭鋳造を厳罰に定め、首謀者は死罪、従犯者は没官、家族は流罪とした。しかし、私鋳銭は大量に出回り、貨幣価値も下落していった。760年（天平宝字4年）には萬年通寳が発行され、和同開珎10枚と万年通宝1枚の価値が同じものと定められた。しかし、形も重量もほぼ同じ銭貨を極端に異なる価値として位置づけたため、借金の返済時などの混乱が続いた。神功開寳発行の後、779年（宝亀10年）に和同開珎、万年通宝、神功開宝の3銭は、同一価を持つものとされ、以後通貨として混用された。
その後、延暦15年（796年）に4年後をめどに和同開珎、萬年通寳、神功開寳の3銭の流通を停止する詔が出されたものの、実際に停止できたのは大同2年（807年）のことであり、それも翌年には取り消された。また、延暦15年の詔では全ての貨幣を隆平永寳に統一する方針が出され、そのための材料として回収された3銭が鋳潰された。和同開珎が流通から姿を消したのは9世紀半ばと推定されている。

## 読み方 -珍寳論争-
「和同開珎」の銭銘がそもそも正史に現れず、当時どのように読まれていたかを検証する術はない。「わどうかいほう」と読む説と、「わどうかいちん」と読む説があり、少なくとも江戸時代から論争の的となってきた。
和同は、年号の「和銅」を簡略にしたものとする説と、年号とは関係がなく、「天地和同」「万物和同」「上下和同」というような、「和らぎ」とか「調和」という意味の、中国の古典にある吉祥語であるとする説がある。
開珎は「初めてのお金」という意味である。

### かいほう説
「ほう」と読む説は、「珎」は「寳」の異体字であり、「天平勝寳四年」を「天平勝珎四年」と表記している事例のほか、『東大寺献物帳』に「寳」の意で「珎」を用いている事例があることや、「寳」は「貨幣」の意であることによる。そもそも和同開珎は621年に初鋳され300年以上にわたり唐および周辺諸国で広く流通した開元通寳を模倣しており、和同開珎の「開珎」は開元通寳を略したものと推察されること、引き続き鋳造された萬年通寳をはじめ、皇朝十二銭、その後流通した宋銭、元銭、明銭および江戸時代の銅銭の全てが「寳」であることなどを根拠にしている。
狩谷棭齋は、『銭幣攷遺』で「珎」字を「寳」の省字とする説を唱え、中川積古斎は安政2年（1855年）に『和漢稀世泉譜』で和同開珎は「和銅開寳」の略であるとしている。
原三正(1973)は、小橋川(1973)の説を痛烈に批判し、円形方孔銭の四字銭文では開元通寳以降、日本・中国・安南・朝鮮・琉球を論ぜず寳字が末尾に無いものは正用銭には一枚もないとする。「珍」の第一義は「メズラシ」で後に転じて「タカラ」の字義が生じたが、銭貨の意味は持ち合わせていない。
相沢平佶(1973)も小橋川(1973)を批判し、（一）珎は璽の略字が本義、（二）珎は寳の略字、（三）字形の近似より珍と通用、の場合があり、「天平勝珎四年」は（二）の用例、「国家珎寳」は（三）の用例で、開珍説論者は（三）のみの用例しか論じていないとした。開宝論は帰納法、開珍説は演繹法であり、漢字漢文に精通している人は開宝論者だとした。また神功皇后は「ジングウ皇后」であり、「ジンゴ皇后」ではなく、小橋川(1973)は誤読していると指摘した。
今村啓爾(2001)は、銀銭と銅銭は全く同型に造られ、銀銭に「和銅」を使うのは抵抗があった。銀は鋳造時花咲き(spitting)を起しやすく、始めに鋳造された銀銭を考慮して「寳」の代わりに「珎」を使用したと考えられる。また「珎」の用例は多数決の問題でなく、一例でも「天平勝珎四年」の用例があることは重要であるとした。

### かいちん説
「ちん」と読む説は、「珎」は「珍」の異体字であり、「国家珍寳」を「国家珎寳」と表記していると考えられる事例がある（珎が寳の略字だとすると、別々の「ホウ」の字を重ねるという奇妙なことになる）こと、平安時代末期の歴史書『日本紀略』に「和銅開珍」（音としては間違いなく「ワドウカイチン」と読める）と書いてあること、陰陽の調和と和銅産出の祥瑞を祝福する「天下和同して、坤珍を開く」の意味と推定されるなどを根拠にしている。当時の鋳造技術では単に寳が鋳造困難だったために「珎」とされたという反論もある。いずれにせよ、皇朝十二銭の残り11がすべて寳であり、これだけが「珍」とするのがおかしいという反論も根強い。
「珎」は「珍」の異体字であることから、江戸時代の古銭書である正徳3年（1713年）の寺島良安『和漢三才図会』や文化12年（1815年）の草間直方『三貨図彙』には「和銅開珍」と記述されている。
栄原永遠男(1993)は、「珎」字を「寳」の省字とする例は「天平勝珎四年」墨書一例を除いて他にないとした。
小橋川秀男(1973)は、神功開寳が天平神護の「ジンゴ」を発音が類似し字画が少ない「神功」に代えた可能性があるにもかかわらず、「開寳」を「開珎」としていない点を挙げ、また黒田幹一(1943)が当時宣命風に「わどうのひらかすたから」と呼んだかもしれぬと思うと唱えた説を引き合いに、実際にどう呼ばれたか判らないのだから現代風に「わどうかいちん（和同開珍）」と読めば良いとした。

### その他
また上下右左に「和開同珎」という読み順の可能性を指摘する説もある。また、「和同」とは官民が互いに納得して取引が出来るように願いを込めた名称であるとする説もある。

## 鋳造時期

### 古和同

#### 天武朝創鋳説
『続日本紀』に和同開珎の銭銘が現れず、『日本書紀』の天武天皇12年4月15日（683年5月16日）の条にある「今より以後、必ず銅銭を用いよ。銀銭を用いること莫れ。」の銅銭と銀銭は、古和同銅銭と銀銭を私鋳銭と考え、これが該当するとの説が明治時代頃からあった。特に「開珍」説の支持者を中心に吉語である「和同」と元号の「和銅」は無関係であり、「和銅以前に和同あり」の説が受入れられた。しかし、この説は問題点が多く指摘され、特に富本銭が天武天皇12年の条の銅銭に該当するならば成り立たない。

#### 和銅元年創鋳説
『続日本紀』の和銅元年5月11日（708年6月3日）の銀銭、および同8月10日（708年8月29日）の銅銭の記事を、それぞれ古和同銀銭および銅銭の発行に充てる説である。天武天皇12年の条にある銀銭は無文銀銭であるとされる。また「和同」は「和銅」の略であると同時に吉語の意味も含ませたとする折衷案もある。
和同開珎天武朝創鋳説で和銅2年正月25日（709年3月10日）詔「さきに銀銭を頒ちて、前銀に代え」を解釈すると、不隷開古和同銀銭を隷開古和同銀銭に代えたとなり、書体の僅少の差違のみで両者を引き換えるべき理由や必要性は認められず、和銅以前に和同銀銭の鋳造は無かったとなる。
また、銀銭が銅銭に先行したのは、無文銀銭の2/3程度の量目でしかない和同開珎銀銭を無文銀銭に代わる貨幣つまり銀1/4両に等価値の名目貨幣として発行し、銀銭が定着すればこれを銅銭に代える試みであったとも考えられる。ここで、和銅元年1月11日（708年2月7日）の武蔵国からの和銅（自然銅）の献上は、年号を改める程の重大事であることを天下にアピールするための創作に近いものであったと推定している。古和同銀銭の初期と思われるものは藤原京（694-710年）でまとまって出土しており、和銅元年から平城遷都までの藤原京最後の時期と重なり年代関係によく対応する。

### 新和同
『続日本紀』和銅2年8月2日（709年9月9日）の条に「銀銭を廃して専ら銅銭を行う」とあり、新和同の発行はこの時期であるとされる。
一方で、養老5年（721年）頃（養老4年以後とも）あるいは天平年間に唐から工人を招聘して鋳造した結果、開元通寳に劣らぬ美銭が出来上がったとする説もある。
新和同は、その材料が鉛の同位体比から長門の長登銅山や周防の蔵目喜鉱山産出のものに一致しており、また、続日本紀の天平2年3月13日（730年4月4日）の周防産の銅が鋳銭に堪え、長門で鋳銭が行われたとする記事が見られることから、天平2年開始が妥当とする説もある。

## 和同開珎以前に存在した貨幣
確実に広範囲に貨幣として流通した日本最古の貨幣が708年の和同開珎とされているが、それ以前に存在した無文銀銭と富本銭が知られている。
- 無文銀銭（667年 - 672年） - 天武天皇12年の条は、それまで流通していた無文銀銭を実質価値を伴わない富本銭で置き換えるよう指示した。これは、恐らくは等価値と言う信じられない交換比率を押しつけたため庶民が拒否した状況を示すものと考えられる。律令政府は、このときの失敗を教訓に、今度は改元という重大事項まで演出して無文銀銭をまず和同開珎銀銭で置き換え、さらに銀銭を和同開珎銅銭で置き換えていくという用意周到なシナリオを準備し、さらに銀銭廃止と名目価値を高く設定した銅銭の普及を図ったものとみられる[44]。
- 富本銭（683年頃） - 1999年1月19日に奈良県明日香村から大量に発見され、定説が覆る、教科書が書き換えられるなどと大きく報道された。しかし、これらは広い範囲には流通しなかったと考えられ、また、通貨として流通したかということ自体に疑問も投げかけられている。

## 銀銭と銅銭の交換率
『続日本紀』の和銅元年の条項には銀銭と銅銭の交換率を示す記述は見られない。一方13年後の養老5年1月29日（721年3月1日）に、初めて銀銭1枚を以って銅銭25枚に当てると交換比率が公定される。
また、発行翌年の和銅2年3月27日（709年5月11日）の条に「その物の価、銀銭四文以上は即ち銀銭を用いよ、その価三文以下は皆銅銭を用いよ。」とある。『大日本貨幣史』は、その意味が理解不能であり「銀銭四文以上は」は「銅銭四文以上は」の誤記と解釈して、銅銭四枚で銀銭一枚に当るとした。
西村眞次(1933)、(栄原 1993)および滝沢武雄(1996)は、大平元寳と萬年通寳の公定交換率と同じく、和同開珎銀銭と銅銭も同じ一〇対一の価格を与えられたと考えた。
その後、栄原氏は、養老五年の公定交換率の一対二五よりは高かったのではないかと推定した。同氏はさらに銅銭が安かったと推定している。
しかし、(今村 2001)は、銀銭と銅銭は当初、等価値に定められたのではないかと推定する。等価値に定められたならば銀銭1文も銅銭1文も1枚未満の端数は無く銀銭4枚の一つ下が銅銭3枚であり、和銅2年の条は自然な書き方である。また、交換率が例えば1対25と今日の常識から考えられる様に銅銭の価格が低く設定されているならば、補助貨幣的に使用されたはずであり数多くの銅銭を必要とし、古和同銅銭（初期の不隷開）は銀銭の1/10以下と現存数が少ない事実と矛盾する。対し、等価値ならば受け取るものも居らず不人気な銅銭が圧倒的に少ないことと調和的である。銀銭と銅銭が全く同型に造られたことは等価値の公定価格を示唆する。
養老5年の条は、廃止されたはずの銀銭を持出して、銀1両 = 銀銭4枚 = 銅銭100枚と公定している。銀銭は法定通貨である限りは量目の大小に関わらず1枚が銀1/4両の名目価値を与えられるが、廃止されれば地金価値に低落したものと考えられる。まず地金価格に下落した銀銭の価格復活、そして律令政府の目論見も虚しく公定価格から著しく乖離し下落した銅銭の価格引上げをねらって銅銭の価格維持に努めたものと思われる。しかし、銅銭の実勢価格の下落は留まることなく、銅銭の円滑な流通を第一の目標に置き、実勢レートに合す形で翌年養老6年2月27日（722年3月18日）の銀1両 = 銅銭200枚と、銅銭価格の切下げに至ったと推定される。
和同開珎という極度に高額に設定された名目貨幣の発行の目的は、平城京造営という大事業の費用の捻出にあったともされるが、銅銭が思うように流通せず目標が達成できたかは不明である。

## 正史の記述
「和同開珎」の銭銘は当時を記す正史である六国史の一つ『続日本紀』には現れず、「銀銭」や「銅銭」の記述がそれと推定されている。正史に銭銘が現れるのは次の萬年通寳からであり、『続日本紀』の天平寳字4年3月16日（760年4月6日）条である。この条には和同開珎は「舊錢（旧銭）」と記述されるのみである。以下に和同開珎に関連深い記述と推定されている条項を『続日本紀』より抜粋する。